# Scharlakansbadis
Scharlakansbadis (Dario dario) är en fiskart som först beskrevs av Hamilton 1822.  Scharlakansbadis ingår i släktet Dario och familjen Badidae. IUCN kategoriserar arten globalt som otillräckligt studerad. Inga underarter finns listade i Catalogue of Life.